# Diffusion magnétique
En physique, la diffusion magnétique est un phénomène qui concerne la déformation d'un champ magnétique dans un milieu conducteur en mouvement. Ce milieu peut être un solide (par exemple une pièce métallique en rotation dans l'entrefer d'un aimant), un liquide ou un plasma. 

## Équation
L'équation qui régit le phénomène est : 
{\displaystyle {\frac {\partial {\vec {B}}}{\partial t}}={\overrightarrow {\operatorname {rot} }}[{\vec {v}}\wedge {\vec {B}}]+{\frac {1}{\mu _{0}\sigma }}\nabla ^{2}{\vec {B}}}
où :
- {\displaystyle {\vec {B}}} est le champ magnétique.
- {\displaystyle {\overrightarrow {\operatorname {rot} }}} dénote le rotationnel.
- {\displaystyle \mu _{0}} est la perméabilité du vide.
- {\displaystyle \sigma } est la conductivité électrique du matériau.
- {\displaystyle {\vec {v}}} est la vitesse de son déplacement.

## Démonstration
L'équation de diffusivité se démontre en utilisant comme point de départ la loi d'Ohm généralisée et l'équation de Maxwell-Faraday :

## Cas extrême
Si le matériau est très conducteur, le terme {\displaystyle {\frac {1}{\mu _{0}\sigma }}} (appelé diffusivité magnétique) devient très petit, et l'équation se ramène à {\displaystyle {\frac {\partial {\vec {B}}}{\partial t}}={\vec {rot}}[{\vec {v}}\wedge {\vec {B}}]}. À ce moment, les lignes de champ sont « gelées », c'est-à-dire qu'elles sont entraînées par déplacement du milieu. C'est le théorème d'Alfvén.

## Applications
La diffusivité magnétique est un phénomène très important dans la théorie « dynamo » qui permet d'expliquer la production des champs magnétiques planétaires et stellaires.